# Koszewo (Podlachie)
Koszewo est un village de Pologne, situé dans la gmina de Brańsk, dans le Powiat de Bielsk Podlaski, dans la voïvodie de Podlachie.
Selon le recensement de la commune de 1921, ont habité dans le village 201 personnes, dont 194 étaient catholiques, une orthodoxe, et 6 judaïques. Parallèlement, tous habitants ont déclaré avoir la nationalité polonaise. Dans le village, il y avait 34 bâtiments habitables.